# سدریک موریس
سدریک موریس (انگلیسی: Cedric Morris؛ ۱۱ دسامبر ۱۸۸۹ – ۸ فوریه ۱۹۸۲) نقاش اهل بریتانیا بود.